# یوداراپور
یوداراپور (به لاتین: Udarapur) یک منطقهٔ مسکونی در نپال است که در Banke District واقع شده‌است.

## خصوصیات
یوداراپور ۶٬۳۴۷ نفر جمعیت دارد.